# Эльбурский углозуб

Эльбурский углозуб (лат. Iranodon gorganensis) — хвостатое земноводное (тритон) семейства углозубов. Очень редкий вид, известный всего по нескольким экземплярам. Самостоятельность вида спорна, иногда объединяют с гирканским углозубом.

## Описание
Единственное имеющееся описание составлено по взрослому самцу. Сошниковые зубы в двух дугообразных сериях. Голова крупная и уплощенная, конец морды закруглен. Конечности мощные, особенно задние. На передних и задних ногах по четыре пальца без каких-либо ороговелых придатков. Хвост длиннее тела, уплощен с боков, к своему концу сужается, на конце закруглен. Кожа гладкая с многочисленными порами.

## Распространение и образ жизни
Все находки сделаны в пещере Ширабад, расположенной на востоке горной цепи Эльбурс на пути между населенными пунктами Горган и Али-Абад в провинции Голестан, северный Иран. Вход в пещеру находится на влажном северном склоне горы, обращенном к Каспийскому морю, на высоте 400 м над его уровнем. Протяженность пещеры достигает 200 м, на дне находится источник, его воды образуют подземный поток, на краю которого и была отловлена первая особь. Предполагается, что вид является все же троглоксеном, то есть организмом, обитающим в пещерах случайно, не имея для этого специфических адаптаций. В кишечнике пойманной особи найдены остатки насекомых. Других сведений об образе жизни нет.